# ProjeKct Four
ProjeKct Four er en fraktion af den engelske musikgruppe King Crimson. I perioden 1997-1999 "fraKctaliserede" gruppen King Crimson sig i fire undergrupper, kaldet ProjeKcts. ProjeKct Four med Robert Fripp (guitar), Trey Gunn (Warr-guitar, tale), Tony Levin (bas, Chapman stick) og Pat Mastelotto (trommer) gennemførte en kort turné, hvor de spillede nye improviserede numre og arbejdede videre på ideer fra de tidligere ProjeKcts.